# Synagoga Berka Dawida Radzynera w Łodzi (ul. Solna 8)
Synagoga Berka Dawida Radzynera w Łodzi – prywatny dom modlitwy znajdujący się w Łodzi przy ulicy Solnej 8.
Synagoga została zbudowana w 1900 roku z inicjatywy Berka Dawida Radzynera. Mogła ona pomieścić 30 osób. W 1905 roku została przeniesiona do nowego lokalu znajdującego się przy ulicy Solnej 5.